# Skowhegan
Skowhegan és un poble dels Estats Units i seu del comtat de Somerset a l'estat de Maine.

## Demografia
Segons el cens dels Estats Units del 2000 Skowhegan tenia 8.824 habitants, 3.716 habitatges, i 2.363 famílies. La densitat de població era de 57,8 habitants/km².
Dels 3.716 habitatges en un 29,7% hi vivien nens de menys de 18 anys, en un 46,3% hi vivien parelles casades, en un 13% dones solteres, i en un 36,4% no eren unitats familiars. En el 29,6% dels habitatges hi vivien persones soles el 12,1% de les quals corresponia a persones de 65 anys o més que vivien soles. El nombre mitjà de persones vivint en cada habitatge era de 2,31 i el nombre mitjà de persones que vivien en cada família era de 2,81.
Per edats la població es repartia de la següent manera: un 23,5% tenia menys de 18 anys, un 8,2% entre 18 i 24, un 28,3% entre 25 i 44, un 23,7% de 45 a 60 i un 16,4% 65 anys o més.
L'edat mediana era de 39 anys. Per cada 100 dones de 18 o més anys hi havia 86,9 homes.
La renda mediana per habitatge era de 28.390 $ i la renda mediana per família de 35.880 $. Els homes tenien una renda mediana de 27.982 $ mentre que les dones 21.011 $. La renda per capita de la població era de 15.543 $. Entorn del 13% de les famílies i el 16,2% de la població estaven per davall del llindar de pobresa.